# Ron Flowers
Ron Flowers, all'anagrafe Ronald Flowers (Edlington, 28 luglio 1934 – Acton Trussell, 12 novembre 2021), è stato un calciatore inglese, di ruolo centrocampista, campione del Mondo con l'Inghilterra nel 1966.

## Carriera

### Club
Flowers iniziò a giocare nelle giovanili del Doncaster Rovers F.C., squadra in cui militava il padre, prima di passare al Wolverhampton Wanderers. Debuttò nella massima serie inglese il 20 settembre 1952, in una partita contro il Blackpool riuscendo anche a segnare una rete.
Nel Wolverhampton giocò come centrocampista avanzato e vinse tre Campionati inglesi e una FA Cup. In totale indossa per 515 partite la maglia del club, andando a segno 37 volte.
Si trasferisce, nel settembre 1967, dal Wolverhampton al Northampton, dove diviene sia giocatore che allenatore. Finisce la sua carriera con il Wellington Town (successivamente rifondato come Telford United) ripetendo l'esperienza di giocatore-allenatore. Dopo il ritiro apre un negozio sportivo a Wolverhampton.

### Nazionale
Conta 49 presenze e 10 reti in nazionale inglese. Esordì il 15 maggio 1955, in un'amichevole persa 1-0 contro la Francia. È stato convocato per due edizioni dei campionati mondiali, segnando due reti nel 1962 e vincendo la coppa nel 1966.

## Palmarès

### Club
- Campionato inglese: 3

Wolverhampton: 1953-1954, 1957-1958, 1958-1959
- Charity Shield: 3

Wolverhampton: 1954, 1959, 1960
- Coppa d'Inghilterra: 1

Wolverhampton: 1959-1960

### Nazionale
- Campionato mondiale: 1

Inghilterra 1966